# Pia Brătianu
Caliopia (Pia) Brătianu, z domu Pleșoianu (ur. 1841 w Pleșoiu, zm. 1920 w Bukareszcie) – żona Iona Brătianu, rumuńskiego polityka, jednej z głównych postaci rumuńskiej sceny politycznej w XIX wieku i matka przyszłych premierów Rumunii Iona I.C. Brătianu i Vintili Brătianu.

## Wczesne lata
Pia urodziła się w miejscowości Pleșoiu. Jej rodzicami byli Luca i Ewgenia Pleșoianu, wywodzący się z bojarów. Matka wydana za mąż jako 16-letnia dziewczyna, była uważana za jedną z najpiękniejszych i najbardziej zadbanych kobiet wywodzących się z dobrego domu w Râmnicu Vâlcea. Zmarła młodo, od gorączki poporodowej, po narodzinach drugiej córki w 1842 roku. Caliopia i jej siostra zostały wychowane przez babkę Sultanę Capeleanu. Zgodnie z ówczesną tradycją, Caliopia została wysłana na pensję w Krajowej, którą opuściła w wieku 16 lat, po śmierci ojca.

## Rodzina Brătianu

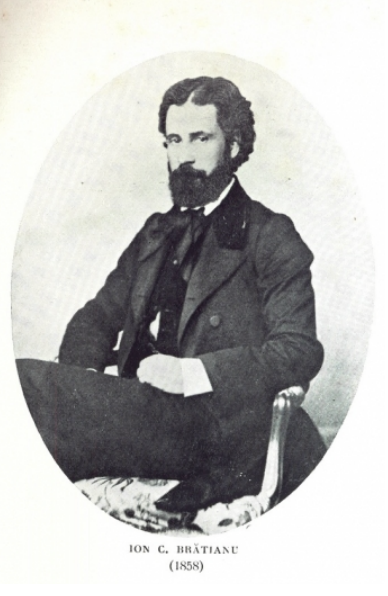
Ion Brătianu, 1858

Po śmierci ojca trafiła pod opiekę dwóch konserwatywnych wujów – Iancu Capeleanu i Matei Vladescu, którzy wysłali ją do klasztoru Ostrov w mieście Călimănești, pod opiekę matki Maximilii, która była siostrą Iona Brătianu. Pomimo dwudziestoletniej różnicy wieku i sprzeciwu rodziny Caliopii, 6 lipca 1858 roku wyszła za mąż za Iona Brătianu, zalewie dwa miesiące od chwili poznania. Wraz z mężem osiedliła się w Ștefănești, w okręgu Ardżesz, w jednej z posiadłości, które Brătianu otrzymał po śmierci ojca (wraz z innymi w Lerești i Sâmburești). W pierwszych latach po ślubie duży wpływ na jej światopogląd miała Maria Rosetti – pierwsza dziennikarka w Rumunii. Pia pochodziła z dobrego domu, lecz mając braki w wykształceniu, podjęła lekcje francuskiego, historii, literatury i gramatyki. W czasie rządów Aleksandra Jana Cuzy (1859–1866), jej mąż był jednym z najbardziej prominentnych liderów liberalnych.
Pia i Ion byli bardzo dobraną parą i doskonale się rozumieli. Mieli ośmioro dzieci, trzech synów i pięć córek, z których pierwsza, Florica, zmarła w wieku zaledwie trzech lat. Ku jej pamięci Ion Bratianu nazwał rezydencję w Ștefănești „Florica”. Pozostałe dzieci to: Sabina (1863–1941, poetka i pisarka, żona dr. Constantina Cantacuzina), Ion (1864–1927, premier Rumunii), Dinu (1866–1950), Vintilă (1867–1930, premier Rumunii), Maria (1868–1945, matka poety Iona Pillata), Tatiana (1870–1940, żona polityka Ilie Niculescu-Dorobanțu) i Pia (1872–1946, żona polityka Alexandru Alimanesteanu).
Pia wspierała rumuńską kulturę, wysoko ceniła i wspierała finansowo Vasila Alecsandri, poetę i twórcę teatru rumuńskiego. Cieszyła się szczególną wdzięcznością króla Karola I, który zapraszał ją na wszystkie świąteczne uroczystości na dworze, nawet w czasie, gdy partia jej męża była w opozycji. Wyjątkowa kobieta, żona, matka i babka, cieszyła się szacunkiem wszystkich, którzy ją znali. Jej imieniem została nazwana szkoła (Scoala Gimnaziala „Pia Bratianu”) i jedna z ulic w Bukareszcie. Szkoła ta została wybudowana przez rodzinę Brătianu w 1922 roku i przekazana 25 listopada 1925 roku ministerstwu edukacji wraz z terenem o powierzchni 5000 m². 25 maja 2000 roku szkoła została nazwana imieniem Pii Brătianu.

## Centrum Kultury „Brătianu”

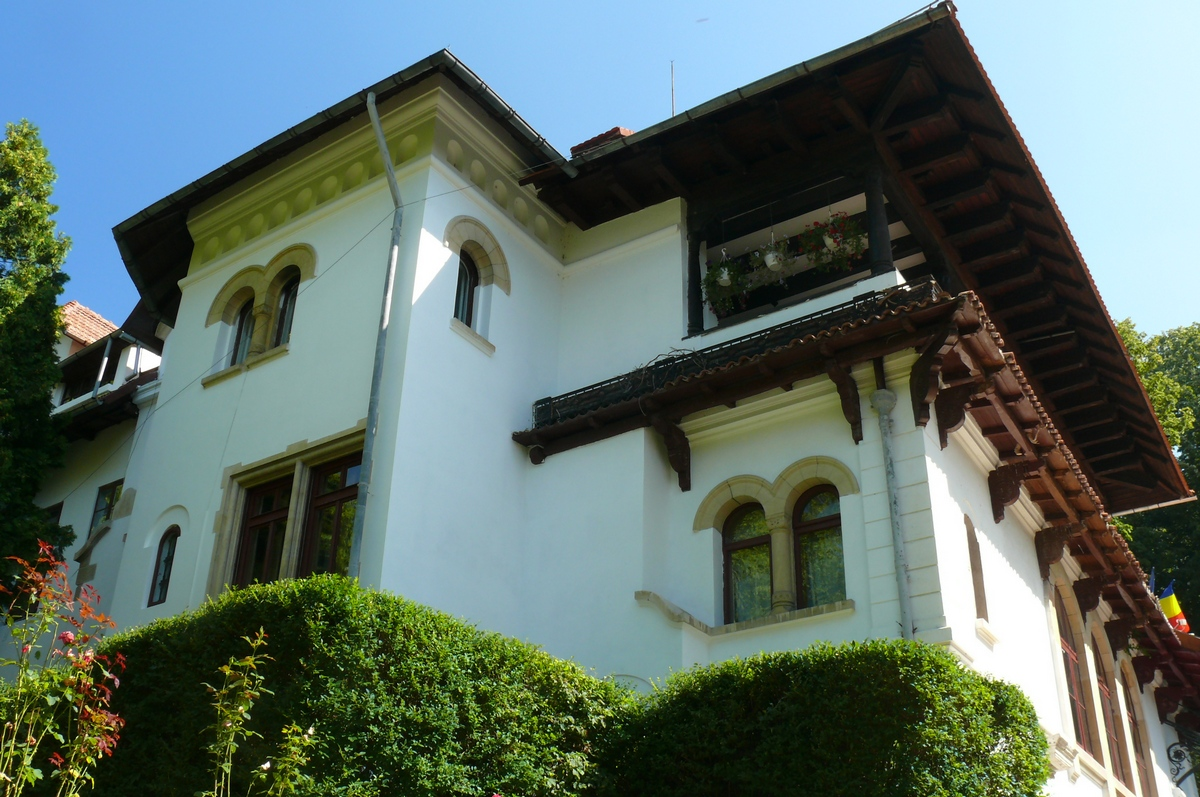
Rezydencja Florica, Ștefănești, okręg Ardżesz

Rezydencja rodzinna Florica, położona w odległości pięciu kilometrów od Pitești, w bezpośrednim sąsiedztwie drogi, łączącej Argeș ze stolicą kraju, stała się centrum kultury i polityki, które odwiedzało wiele osobistości z Rumunii i z zagranicy: mężowie stanu, politycy, pisarze, osobistości naukowe i kulturalne.
Liberałowie rumuńscy uważali Floricę za prawdziwą „mekkę”, jak twórczo nazwał ją Constantin Argetoianu. Florica jest nie tylko zabytkiem architektonicznym, ale również centrum kultury, miejscem pracy twórczej, odpoczynku i refleksji.